# László Dubrovay
László Dubrovay (* 23. března 1943, Budapešť) je současný maďarský skladatel.
Komponuje hudbu téměř všech žánrů, včetně opery, tanečních partů, hudby pro orchestr, komorní orchestr, dechový orchestr, sólových skladeb, sborové hudby, elektronické a počítačové hudby. Většina Dubrovayových alb vyšla u Maďarského hudebního vydavatelství Hungaroton.

## Život
Narodil se 23. března 1943 v Budapešti a od svých čtyřech let hraje na klavír. Vystudoval konzervatoř a akademii múzických umění Bélay Bartóka, pod vedením Istvana Szeleny, Ference Szaboa, Imre Vincze a Viktora Vaszy. Zde v roce 1966 na katedře hudební kompozice získal diplom. Do roku 1971 učil na Divadelní a filmové akademii, letech 1971 - 1972 pracoval jako učitel a trenér v Hamburské Státní opeře. Díky stipendiu pokračoval v letech 1972 - 1974 ve studiu komponování u Karlheinze Stockhausena a elektronické hudby u Hanse Ulricha Humoerta v Kolíně nad Rýnem. Zde se seznámil s moderním pojetím klasické hudby, různými technikami, netradičními kombinacemi nástrojů a dalšími možnostmi elektronické hudby. Poté byl roku 1974 ustanoven Univerzitou Westdeutscher Rundfunk (WDR) k vydání elektronické kompilace Sóhaj (Povzdych), na které pracoval i v roce následujícím. Od roku 1976 vyučuje na akademii Ference Liszta v Budapešti. V rámci stipendijního Künstlerprogrammu strávil rok 1985 v Západním Berlíně.

## Ocenění
- 1973 Polský Szczecin - první cena (Délivrance for organ)
- 1974 Triest - druhá cena (Succession for orchestra)
- 1985 Budapešť - Erkel Prize
- 1992 Linz - (Ars electronica)
- 1996 Budapešť - (Bartók-Pásztory Prize)
- 1997 Budapešť - první cena (International electroaccoustical music competition)